# José Dantas Motta
José Dantas Motta (Distrito de Carvalhos, 22 de março de 1913 - Rio de Janeiro, 09 de fevereiro de 1974), conhecido como José Franklin Massena de Dantas Motta, foi um escritor sul-mineiro, que escreveu em poesia e prosa. Exerceu a advocacia e era amigo de grandes escritores brasileiros, como Carlos Drummond de Andrade.

## Biografia
José Dantas Motta nasceu no então Distrito de Carvalhos (atual Carvalhos, Minas Gerais), na época pertencente a Aiuruoca, filho de Lourenço Motta e Ana Dantas Motta, descendia de um dos inconfidentes mineiros. Iniciou seus estudos na terra natal, fazendo posteriormente o curso de Humanidades no Ginásio Sul Mineiro (Itanhandu) e bacharelou-se em Direito pela UFMG. Manteve correspondência com o poeta Carlos Drummond de Andrade e desenvolveu uma poesia sui generis. Morreu no Rio de Janeiro em 09 de fevereiro de 1974, sendo enterrado no Cemitério de Aiuruoca (Aiuruoca/MG).

## Estilo literário
Leitor da bíblia e redator afeito às lides judiciárias, ele desenvolveu com essas influências uma poesia sui generis que às vezes tem um tom cerimonial e profético, mas fundamente arraigada no solo mineiro. Há também em sua poesia um misto de linguagem caipira e arcaizante, como se pode constatar em versos do poema "Solar de Juca Dantas": "A noite com suas lenternas e seus ladrões, terramotos e velhacoutos." 
José Dantas Motta é um autor único, não havendo similar ao que ele escreveu nem antes nem depois. Aparentemente, não seguiu nenhum outro poeta, nem deixou seguidores. Para Drummond o seu "verso mais característico" é o da "Elegias do País das Gerais" (1961), também considerado por Alfredo Bosi o melhor livro do vale de Aiuruoca.
"Sua poesia sempre me deu ideia de solidão", diz Drummond. De fato, é um sentimento de solidão e de desconsolo que prece guiar o olhar de José Dantas Motta para as coisas do interior mineiro, ou mesmo para as pessoas de outras cidades, como São Paulo e a capital mineira. Ao desconsolo soma-se a revolta diante dos desacertos do mundo. Drummond diz que os livros de José Dantas Motta "quebra todos os compromissos com a palavra ritmada para apenas soltar o palavrão retumbante e definitivo." São livros que expelem um desabafo de revolta.

## Outras obras
José Dantas Motta publicou outras obras como "Anjo de Capote" (1953), "Epístola de São Francisco" (1955), "Primeira Epístola de Joaquim José da Silva Xavier - o Tiradentes - aos Ladrões Ricos" (1967). Deixou também obras inéditas como "O guarda-chuva do padre" (poesia), "Epístola de Aleijadinho aos Artistas Livres" (obra apenas inciada, em poesia), "Bruxo" (conto), "O último civil" (conto), "Itinerário do defunto Arthêmio de Freitas" (conto), além de poemas, artigos, ensaios e críticas em jornais do Brasil.

## Visão de Carlos Drummond de Andrade sobre José Dantas Motta
Carlos Drummond de Andrade afirmou que dialogar com Dantas Motta lhe dava a sensação de estar conversando com alguém que, sob a aparência de Dantas, se chamava Minas Gerais. Era Minas dialogando comigo, com sua fala especial, seu cigarro de palha. Sua ironia e doçura misturadas. Não essa Minas convencional, submissa, concordante, cautelosa… Mas a Minas aberta, revisora, contestatória, que não se conforma com a mesmice dos princípios estabelecidos e expõe a exame nomes, situações, ideias, com infatigável espírito crítico. 